# 58.ª Brigada Mixta (Ejército Popular de la República)
La 58.ª Brigada Mixta fue una unidad del Ejército Popular de la República que combatió en la Guerra Civil Española.

## Historial
La unidad fue creada en enero de 1937 a partir de un batallón perteneciente a la columna «Eixea-Uribe».
Tras el período de formación fue adscrita a la 41.ª División, en el frente de Teruel. En julio de 1937 uno de sus batallones tomó parte en la batalla de Albarracín. Meses después intervendría en la batalla de Teruel, debiendo hacer frente a los
ataques franquistas sobre las posiciones del Alto de Celadas y El Muletón, el 14 de enero de 1938. Con posterioridad pasaría a defender la ciudad de Teruel —tomada por los republicanos— y, nuevamente, las posiciones de El Mansueto.
En febrero la unidad fue adscrita a la recién creada División «Levante» —o División «L»—, junto a la 57.ª Brigada Mixta. Con esta nueva división se pretendía crear un cuerpo de ejército independiente. Tras el comienzo de la ofensiva franquista en Aragón la 58.ª BM fue enviada como refuerzo al frente de combate, si bien no fue capaz de resistir la presión enemiga y hubo de retirarse. Tras la disolución de su división la brigada fue adscrita a la reserva del XXI Cuerpo de Ejército.
Tras su reorganización, agregada a la 19.ª División, fue enviada al frente de Extremadura. Llegó a participar en la batalla de la Bolsa de Mérida, en agosto de 1938, si bien su intervención no fue relevante. Durante el resto de la contienda no destacó en ninguna acción militar de relevancia.

## Mandos
Comandantes en Jefe
- Comandante de caballería José Sellens Estruch;
- Mayor de milicias Abelardo Belenguer Alcober;
- Capitán de infantería Miguel Condés Romero;
- Comandante de infantería Esteban Domingo Piña;

Comisarios
- Peregrín Gurrea Chuliá, del PSOE;
- Salvador Lluch Claramunt, del PSOE;